# Dictyosperma
Dictyosperma é um género botânico pertencente à família Arecaceae.

## Espécies
- Dictyosperma album
- Dictyosperma aureum
- Dictyosperma fibrosum
- Dictyosperma furfuraceum
- Dictyosperma olgae
- Dictyosperma rubrum